# Ahmed Aboutaleb
Ne doit pas être confondu avec Ahmed Boutaleb.
Ahmed Aboutaleb, né le 29 août 1961 à Beni Sidel (Maroc), est un homme politique néerlandais d'origine marocaine.
Membre du Parti travailliste (PvdA), il est bourgmestre de Rotterdam de 2009 à 2024.
Nommé échevin à Amsterdam en 2004, il devient secrétaire d'État au ministère des Affaires sociales et de l'Emploi en 2007 sous Jan Peter Balkenende. Aboutaleb est désigné personnalité néerlandaise de l'année 2014 par Elsevier.

## Biographie

### Origines et études
Ahmed Aboutaleb naît à Beni Sidel dans le Rif. À la mort de son grand-père, avec sa mère et ses cinq frères et sœurs, il quitte le Maroc à 15 ans, en octobre 1976, pour rejoindre son père, ancien imam de son village qui émigre auparavant à La Haye où il travaille comme agent d'entretien.
« La migration c'est sans pitié, terriblement difficile ; cela exige un prix incroyablement élevé » assure Aboutaleb lors d'un entretien en 2005. Cependant, en 2024, il incite à ne pas « pointer les gens dans la pauvreté. Je connais des parents pauvres qui ont éduqué un médecin, un économiste et un maire : les miens. J'ai vécu sans chaussures jusqu'à mes 15 ans, ne me dites pas que les gens pauvres sont forcément poussés vers la criminalité ».
En 1987, il obtient un diplôme d'ingénieur électronicien. Il étudie également la télécommunication. Après avoir reçu son deuxième diplôme, il se lance en tant que rédacteur pour la chaîne Veronica et la radio NOS. Il devient ensuite journaliste pour l'émission d'informations RTL Nieuws (en), diffusée sur le réseau RTL Nederland.

### Carrière politique
Il est échevin de la commune d'Amsterdam, nommé hors conseil municipal en 2004 et élu en mars 2006 avec 46 217 voix de préférence, soit plus que la tête de liste. Avec son score, il est reconduit dans ses fonctions.
Il joue un rôle d'apaisement de premier plan dans les médias et sur le terrain après l'assassinat du cinéaste Theo van Gogh par un islamiste en 2004. Début février 2007, son nom figure parmi les six probables futurs ministres travaillistes du nouveau gouvernement en formation, pour le poste de ministre du Logement et de l'Intégration, mais en fin de compte il est nommé le 22 février secrétaire d'État aux Affaires sociales et à l'Emploi dans le quatrième gouvernement du chrétien-démocrate Jan Peter Balkenende. Il œuvre à ce poste notamment pour l'introduction d'un système équivalent à celui de la carte scolaire en France, afin de favoriser la mixité sociale dans les écoles primaires communales. 
Il est nommé par la reine bourgmestre de Rotterdam le 16 octobre 2008, sur proposition du conseil municipal. Aboutaleb prend ses fonctions en janvier 2009 après avoir démissionné du gouvernement, succédant au libéral-démocrate Ivo Opstelten. Sa nomination reçoit un large écho dans la presse internationale. Il devient ainsi le premier bourgmestre musulman d'une grande ville ouest-européenne au XXIe siècle. Grâce à la baisse du chômage dans sa ville et sa popularité personnelle, il est reconduit dans ses fonctions en 2014, malgré le renforcement de la droite au conseil municipal.

### Prise de positions
Populaire tant à gauche qu'à droite, il est internationalement connu pour sa lutte contre le communautarisme et l'islamisme. En 2006, il dit : « Personne ne veut d'une travailleuse en burqa. [...] enlève ta burqa et cherche du travail. Si tu ne le veux pas : c'est bien, mais alors pas d'allocation de chômage ». En janvier 2015, à la suite des attentats terroristes islamistes en France, il déclare à l'attention des musulmans qui critiquent les caricatures et qu'il qualifie d'« intégristes » : « c'est incompréhensible qu'on puisse se retourner contre la liberté [d'expression]. Si vous en avez contre la liberté [d'expression], paquetez vos affaires et partez! C'est tellement stupide et incompréhensible. Disparaissez des Pays-Bas si vous ne pouvez y trouver votre place! »,. Il ajoute que « si vous n'aimez pas ça ici, parce que des humoristes publient un journal, vous pouvez foutre le camp » et dit en février suivant penser que l'« islam doit se remettre en question ».
En 2018, le groupe allemand anti-islam PEGIDA dépose une demande auprès de la mairie pour tenir un grand barbecue avec du porc devant une mosquée du sud de la ville de Rotterdam. Alors que plusieurs personnalités de gauche lui demandent de ne pas signer l'autorisation, Aboutaleb procède au nom de la liberté d'expression. À la suite de la victoire de Recep Tayyip Erdoğan à l'élection présidentielle turque la même année, il ordonne à la police municipale de Rotterdam de verbaliser tout désordre public lié au scrutin.